# СД

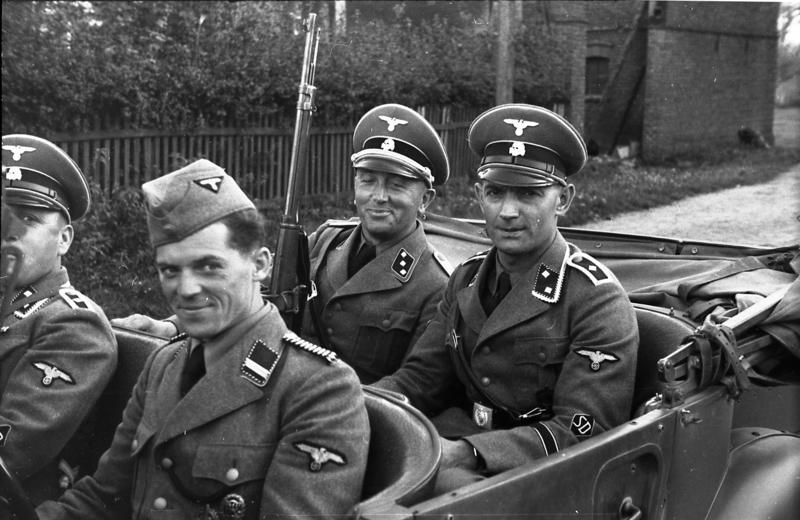
Персонал СД в Польщі

Служба безпеки (СД) (нім. Sicherheitsdienst Reichsführer-SS (SD)) — внутрішньопартійна служба безпеки НСДАП, пізніше — служба безпеки рейхсфюрера СС.

## Історія
СД (Sicherheinstsdienst) — нацистська секретна служба безпеки, Сформована Гіммлером в 1932 році як розвідувальне управління СС спочатку з метою забезпечення безпеки Гітлера і нацистського керівництва. Гіммлер призначив шефом СД і SiPo (нім. Sicherheitspolizei — поліція безпеки) Райнгарда Гейдріха, пізніше відомого як «вішатель Гейдріх».
У 1934 році вона також стала шпигунським відділом таємної поліції, а в 1938 новий закон передав їй шпигунські повноваження над усім Рейхом.
Під кваліфікованим керівництвом Гейдріха СД швидко поширила свої тенета по всій країні, винаймаючи близько 100 тисяч інформаторів, які мали стежити за кожним громадянином держави і повідомляти про будь-які зауваження та дії, які могли бути розцінені як антинацистські. Більшість завербованих були молодими інтелектуалами — випускниками університетів, які не змогли знайти собі роботи чи місця в суспільстві. У 1934—1935 роках кількох членів СД, які стежили за Ернестом Ремом, винищила таємна банда, яка називала себе «Ремові месники».
Одним із другорядних завдань СД було виявляти, хто голосував «проти» на референдумах.
«СД, — говорив Гіммлер, — призначена розкривати ворогів націонал — соціалістичної ідеї, і вона буде здійснювати проведення контрзаходів через державні поліцейські сили». Теоретично СД перебувала у віданні міністра внутрішніх справ Вільгельма Фріка, на практиці ж вона повністю підпорядковувалась Гейдріху та Гіммлеру. Як і гестапо, займаючись переважно питаннями внутрішньої безпеки Третього Рейху, СД все ж таки була самостійною службою. Гіммлер так пояснював відмінності у сфері компетенцій між СД і поліцією безпеки, найважливішою інтегрованою частиною якої було гестапо. Органи СД займаються дослідженням і підготовкою експертиз та матеріалів загального характеру — плани опозиційних партій та течій, сфери їх впливу, системи зв'язків і контактів, вплив окремих нелегальних організацій і т. д. Гестапо ж, спираючись на матеріали та розробки СД, проводить слідство по конкретних справах, виробляє арешти і відправляє винних у концтабори. Оскільки ці служби були підпорядковані безпосередньо Гіммлеру, це значно розширювало сферу діяльності та можливості СД. В її розпорядженні опинилася розгалужена інформаційна мережа всередині країни і за кордоном, досьє та особові справи на супротивників нацистського режиму. Агентурна мережа СД ділилася на п'ять категорій:
- Vertrauensleute (секретні агенти)
- Agenten (агенти)
- Zubringer (інформатори)
- Helfershelfer (помічники інформаторів)
- Unzuverlassige («ненадійні»)

Формально СД залишалася інформаційною службою НСДАП, підпорядковувалася партійному керівництву і конкретно Рудольфу Гессу і керівнику його штабу Мартіну Борману. Мала величезну картотеку з компрометуючих матеріалів на багатьох високопоставлених осіб як всередині країни, так і за її межами (досить сказати, що тільки під час аншлюсу в Австрії за матеріалами СД було заарештовано понад 67 тис. «ворогів держави»). На Нюрнберзькому процесі СД була визнана злочинною організацією.